# Microïds
Microïds (također poznat kao MC2-Microïds zbog spajanja s grupom MC2 u 2003. g.) je francuska softwarska tvrtka. Dobro je poznata po razvijanju hit avanturitičkih igra Syberia i Syberia 2, također i Nicky Boum serijala akcijskih igri za Commodore Amigu. Njihova najnovija avanturistička igra je Still Life.

## Vanjske poveznice
- Službena Microïds web stranica - stranica je pod izradom.